# Избоищи (Вологодская область)
Избоищи — деревня в Чагодощенском районе Вологодской области. Административный центр Избоищского сельского поселения.
С точки зрения административно-территориального деления — центр Избоищского сельсовета.
Расположена на левом берегу реки Кобожа. Расстояние по автодороге до районного центра Чагоды — 24 км. Ближайшие населённые пункты — Клыпино, Семово, Трухино, Фрязино, Шолохово.
По переписи 2002 года население — 263 человека (123 мужчины, 140 женщин). Преобладающая национальность — русские (94 %).

## История[4]
Первое письменное упоминание погоста Избоищи на реке Кобоже встречается в Новгородской берестяной грамоте № 307, найденной в слое, относимом археологами к 1422-1446 годам.
Избоищи изначально было небольшим поселением, в котором проживало всего четыре семьи, а в соседнем Трухино – 5 семей. Вся земля и крестьяне принадлежали помещикам. Деревнями Избоищи, Трухино, Мишино и Харчиха владел князь Масальский. У него было 17000 десятин земли. В Избоищах у него была усадьба. До 1917 года князь продал своё поместье лесопромышленнику Повалишину, который являлся членом государственной Думы. Повалишин, как и князь Масальский, в Избоищах не жил, а управлял имением управляющий Дружинин. Сын управляющего Дружинин Александр Семенович в 1914 году построил себе двухэтажный особняк. Жители деревень Семово и Шолохово были разделены между помещиками. Жители д. Приворот принадлежали помещику Коковцеву, потомок которого при царе Николае втором был министром финансов. Жители деревни Лукино принадлежали господам, проживающим в усадьбе Огарево.
До второй половины 30-х годов в поселении находилась церковь Воскресенья Христова. Первое упоминание о ней можно найти в документах 1581-1583 годов: «На погосте в Избоищах церковь Воскресенье Христово, деревянная, а ныне завалилася...». До построения в 1822 году каменного храма друг друга сменили три деревянные церкви. Избоищская церковь Обновления храма Воскресения была одной из немногих, где служил священник до начала 30-х годов XX века. В октябре 1933 года решением Президиума с актовом Избоищского сельсовета в количестве 33 человек церковь и приписанные к ней часовни как «строения, находящиеся без хозяина», были закрыты.
До основания церковь была разрушена в 1935-1938 годах.
Первая школа в Избоищах была церковно-приходская. Учились там только до 3 классов. В 1890 году образована была земская школа, учились в ней до 4 классов.
После Октябрьской революции были образованы два сельских Совета: Мишинский сельский Совет - председатель Подгорный Дмитрий Яковлевич, Избоищский сельский Совет - председатель Цветкова-Игнатьева Софья Яковлевна.
В 1923 году открылось почтовое отделение. В 1930 году открылся первый медицинский пункт. В 1932 году образовалось 12 колхозов на территории сельсовета: в д.Избоищи – «Избоищи», д.Мишино – «Красный прожектор», в д.Заручевье – «Красный Луч», в д.Шолохово – «Восход», в д. Приворот – «9 января» , в д. Лукино – «Культурник», в д. Трухино – «Красный крестьянин», в д. Семово – «Путь к социализму», д. Ельники- «Уус-Элу», д. Фрязино – «Пролетарий».
В 1925 году открылась школа, в 1930 году в октябре открылась школа колхозной молодежи – ШКМ. В 1934 году школа преобразуется в неполную среднюю школу.
В 1941 году во время Великой Отечественной войны на фронте участвовало 205 человек с Избоищского сельсовета, награждено орденами и медалями 125 человек. В 1941 году открылся в селе Избоищи детский дом. В 1950 году мелкие колхозы объединились в два крупных колхоза «Вперед к коммунизму» и «Красный прожектор», а в 1956 году - в один колхоз «Вперед к коммунизму», председатель Гомзиков А.С.